# Emu und Schildkröte

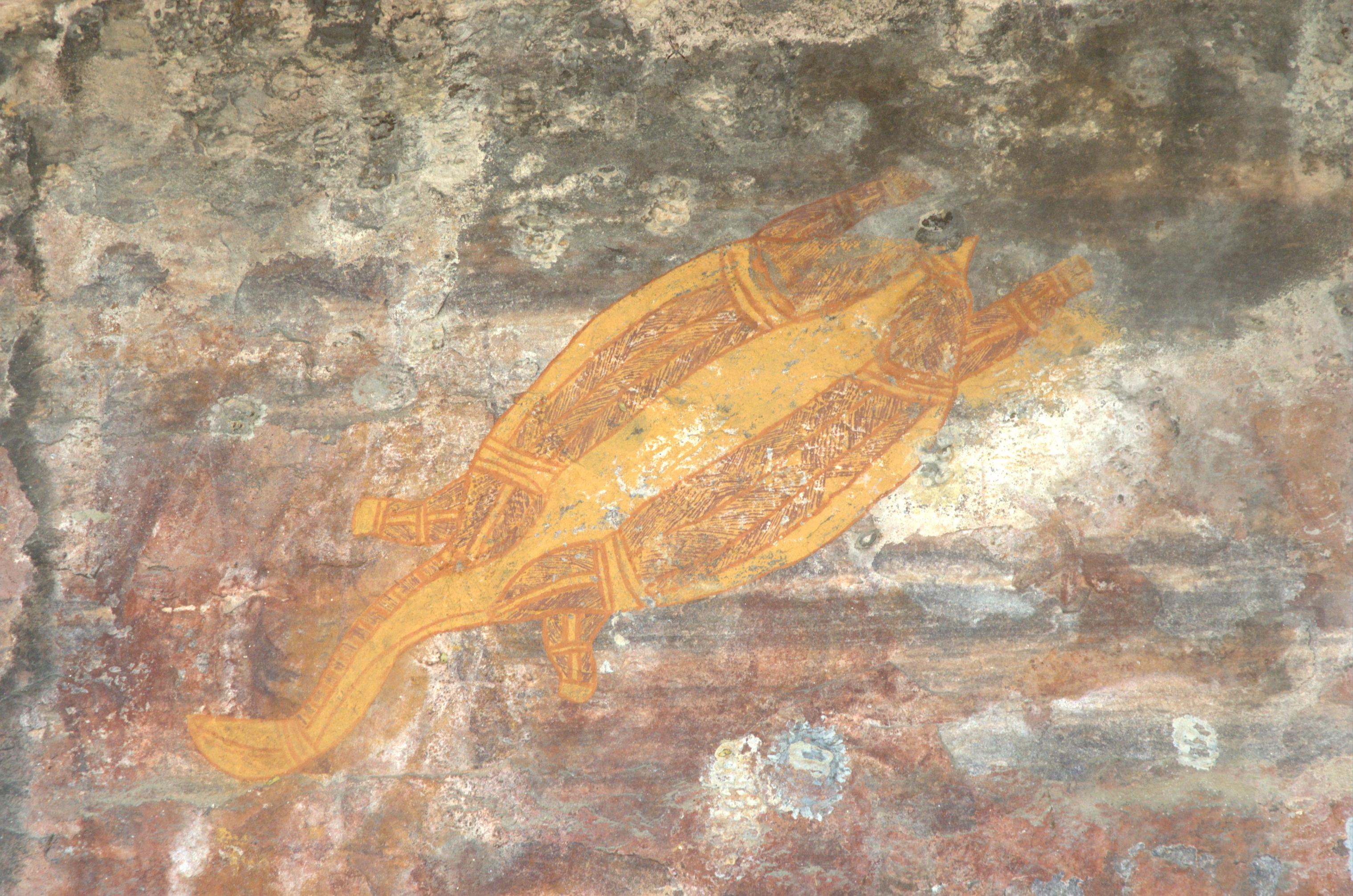
Felsenmalerei einer Schildkröte

Emu und Schildkröte sind eine mythische Erzählung aus der Traumzeit der australischen Aborigines.
Der Vogel Emu findet sich in der Traumzeit als Wesen in der Traumzeitgeschichte der Two Sisters (zwei Schwestern) wieder. Dort ist er einmal Erdmutter und ein andermal derjenige, der für die Entstehung der Menschen steht. Alle Menschen sind in den Vorstellungen der Aborigines die Kinder von Emu.
Eine weitere Traumzeitgeschichte, in der der Emu vorkommt: Die Schildkröte und der Emu sind gegensätzlich, was aber nichts mit "Gut und Böse" zu tun hat, dies hängt von der Gestalt der beiden ab, denn die Schildkröte konnte den Schild ihres Panzers nicht sehen. Wenn Menschen in den Krieg zogen, wollte der Emu nicht, dass seine Kinder kämpfen und so wollte er sie verstecken. Damit die Menschen das Versteck finden, malte der Emu den Weg auf den Panzer der Schildkröte.
Eine weitere Traumzeitgeschichte basiert auf der Schildkröte, die als der Path of the Emu (Weg des Emu) weitergegeben wird. Die essbaren Raupen und die sogenannten Honigameisen konnten den Weg auf dem Rückenpanzer lesen, erreichten die Menschen im Versteck, sodass sie sich ernähren konnten.